# Thrice
Thrice é uma banda de rock norte-americana fundada em 1998 em Irvine, na Califórnia. A banda foi formada pelo vocalista e também guitarrista da banda, Dustin Kensrue e pelo guitarrista principal, Teppei Teranishi enquanto eles ainda estavam no ensino médio. Teppei começou a tocar com Dustin numa banda chamada Chapter 11, mas logo ele recrutou seus amigos de skate, Eddie Breckenridge para tocar baixo, que logo chamou seu irmão Riley Breckenridge para tocar bateria.
De acordo com o próprio Dustin as canções da banda possui uma forte influencia cristã em suas letras, principalmente por conter mensagens de libertação e salvação, incluindo muitas vezes passagens bíblicas em seu conteúdo.

## História
Em 1999 a banda realizou seu primeiro EP, que teve apenas 1000 cópias produzidas (e consequentemente vendidas), "First Impressions". A primeira impressão deve ter ficado boa, pois logo em seguida, em abril de 2000 eles já gravavam seu primeiro álbum, o chamado "Identity Crisis" pela Greenflag Records. Parte da venda do primeiro disco da banda foi doada para uma instituição de caridade chamada "Crittenton Services for Children and Families". Em Fevereiro de 2002, dia 5, eles realizavam o álbum chamado "The Illusiom of Safety". Novamente a banda doou parte dos lucros, dessa vez para uma instituição filantrópica (um abrigo) de ajuda a jovens carentes que fica no centro-sul de Los Angeles, chamado "A Place Called Home". Com esse disco, a banda recebeu muitas boas críticas, e foi muito visada por gravadoras, eventualmente eles acabaram assinando com a Island Records.
Em 2003, a banda realizava pela nova gravadora o álbum "The Artist in the Ambulance", desta vez, parte dos lucros foram doadas para a "Syrentha Savio Endowment", uma organização financeira que ajuda pessoas com câncer. O álbum rendeu dois singles: "All That's Left" e "Stare at the Sun". Logo em 2004 a banda lançava seu primmeiro CD/DVD chamado "If We Could Only See Us Now". Metade do ano seguinte (2005) foi gasto trabalhando em cima do álbum "Vheissu", o quarto da banda que saiu no dia 18 de Outubro daquele ano. "Image of the Invisible" foi o primeiro single do álbum e o segundo foi "Red Sky". Para dar mais suporte ao novo single a banda resolveu gravar um novo EP, chamado "Red Sky (EP)", que contava com duas novas músicas e quatro músicas ao vivo. No dia 6 de Setembro de 2006 a banda anunciou que gravaria um novo álbum (chamado mais tarde de "The Alchemy Index"), que seria divido em quatro EP, com quatro temas respectivamente: água, fogo, ar, terra. Primeiramente sairam os dois primeiros EP: "The Alchemy Index Vols. I & II" (Fire & Water) e em 2008 o "The Alchemy Index Vols. III & IV" (Earth & Air).
Em 2009 lançam "Beggars", confirmando mais uma vez a mudança musical radical iniciada em "Vheissu".
Setembro de 2011 será a data de lançamento do novo full length "Major/Minor". Em Janeiro de 2015, o vocalista Dustin Kensrue revelou planos para lançar seu segundo álbum solo, "Carry The Fire", no dia 21 de Abril. 

## Discografia

### Álbuns de estúdio
- Identity Crisis (2001)
- The Illusion of Safety (2002)
- The Artist in the Ambulance (2003)
- Vheissu (2005)
- The Alchemy Index Vols. I & II (2007)
- The Alchemy Index Vols. III & IV (2008)
- Beggars (2009)
- Major/Minor (2011)
- To Be Everywhere Is to Be Nowhere (2016)
- Palms (2018)

### EPs
- First Impressions (1999)
- Live from the SoHo & Santa Monica Stores (2003)
- Red Sky (2006)
- Come All You Weary (2008)
- The MySpace Transmissions (2008)

### Ao vivo
- Live at the House of Blues (2008)

### Compilações
- If We Could Only See Us Now (2005)

## Singles
| 2002                      | "Betrayal Is a Symptom"       | —  | —  | —  | The Illusion of Safety      |
| 2002                      | "Deadbolt"                    | —  | —  | —  | The Illusion of Safety      |
| 2003                      | "All That's Left"             | 36 | 24 | 69 | The Artist in the Ambulance |
| 2003                      | "The Artist in the Ambulance" | —  | —  | —  | The Artist in the Ambulance |
| 2004                      | "Stare at the Sun"            | —  | 39 | —  | The Artist in the Ambulance |
| 2005                      | "Image of the Invisible"      | 24 | —  | —  | Vheissu                     |
| 2006                      | "Red Sky"                     | —  | —  | —  | Vheissu                     |
| 2007                      | "Digital Sea"                 | —  | —  | —  | The Alchemy Index           |
| 2008                      | "Come All You Weary"          | —  | —  | —  | The Alchemy Index           |
| "—" não chegou às tabelas |                               |    |    |    |                             |